# 24712 Больцман
24712 Больцман (24712 Boltzmann) — астероїд головного поясу, відкритий 12 вересня 1991 року.
Тіссеранів параметр щодо Юпітера — 3,518.